# 財務公司
財務公司是金融機構的一種。
財務公司一般不同於銀行，只能讓人貸款，利息普遍高於銀行，但審批過程比較寬鬆。